# Joaquín Velázquez
Óscar Joaquín Velázquez Elvira (ur. 11 września 1975 w Veracruz) – meksykański piłkarz występujący na pozycji środkowego obrońcy.

## Kariera klubowa
Velázquez pochodzi z miasta Veracruz i jest wychowankiem tamtejszego czwartoligowego klubu Atlético Veracruz, jednak profesjonalną karierę piłkarską rozpoczynał w drużynie Puebla FC. Do seniorskiej ekipy został włączony jako dziewiętnastolatek przez szkoleniowca Bernardino Brambilę i w meksykańskiej Primera División zadebiutował 27 sierpnia 1995 w przegranym 1:2 meczu z Toros Neza. Nie potrafił sobie jednak wywalczyć pewnego miejsca w wyjściowym składzie i po upływie dwóch lat przeniósł się do zespołu Club Santos Laguna z siedzibą w mieście Torreón. Tam z kolei spędził rok, z czego przez pierwsze sześć miesięcy był podstawowym stoperem drużyny, zaś potem został relegowany do roli rezerwowego, nie odnosząc większych sukcesów. W lipcu 1998 powrócił do Puebli, 11 października tego samego roku w wygranej 1:0 konfrontacji z Pachucą zdobywając swojego premierowego gola w pierwszej lidze. Barwy Puebli reprezentował przez kolejne sześć lat, głównie w roli kluczowego zawodnika linii defensywy. Nie osiągnął jednak z tą ekipą żadnych osiągnięć, niemal wyłącznie walcząc o utrzymanie w lidze, a przez ostatnie dwa lata w Puebli był wyłącznie głębokim rezerwowym.
Latem 2004 Velázquez przeniósł się do innej drużyny z miasta Puebla, drugoligowego Lobos BUAP, gdzie występował przez kolejne dwa lata jako podstawowy zawodnik, lecz nie zdołał zanotować żadnego sukcesu. W późniejszym czasie powrócił do swojego macierzystej ekipy Puebla FC, która pod jego nieobecność spadła na zaplecze najwyższej klasy rozgrywkowej. Tam od razu wywalczył sobie niepodważalne miejsce w pierwszym składzie, zostając mianowanym przez szkoleniowca José Luisa Sáncheza Solę kapitanem zespołu i już w pierwszym sezonie, Apertura 2006, wygrał z nim w drugą ligę meksykańską, co na koniec rozgrywek 2006/2007 zaowocowało powrotem klubu do najwyższej klasy rozgrywkowej. W pierwszej lidze wciąż niezmiennie w roli kapitana występował w wyjściowej jedenastce Puebli, zaś na początku 2009 roku na zasadzie wypożyczenia przeszedł do drugoligowego Tiburones Rojos de Veracruz, gdzie jako podstawowy stoper spędził sześć miesięcy.
We wrześniu 2010 Velázquez odszedł z Puebli w wyniku konfliktu z zarządem drużyny; ogółem barwy tego klubu reprezentował przez niemal jedenaście lat, rozgrywając w tym czasie 252 ligowe spotkania i jest uważany za jedną z najważniejszych postaci w nowożytnej historii drużyny. Bezpośrednio po tym zdecydował się zakończyć karierę i został asystentem José Luisa Sáncheza Soli, swojego byłego trenera z Puebli, w drugoligowej drużynie Correcaminos UAT z miasta Ciudad Victoria. W 2013 roku, po dwóch latach przerwy, zdecydował się wznowić karierę piłkarską i podpisał umowę z prowadzoną przez Sáncheza Solę amerykańską ekipą Chivas USA. W Major League Soccer zadebiutował 2 marca 2013 w przegranym 0:3 meczu z Columbus Crew, natomiast jedyną bramkę strzelił 24 marca w wygranej 4:1 konfrontacji z Chicago Fire. Po upływie trzech miesięcy, podczas których mimo wieku 37 lat był podstawowym graczem Chivas, definitywnie zakończył karierę piłkarską. W późniejszym czasie ponownie współpracował z Sánchezem Solą jako asystent, tym razem w klubie Tiburones Rojos de Veracruz.